# 安銳
安銳，字退之，山東淄川縣人，清朝政治人物、進士出身。
順治二年（1645年），鄉試中舉。順治三年（1646年），聯捷丙戌科進士。授曲周縣知縣。